# Alexandru Boiciuc
Alexandru Boiciuc (ur. 21 sierpnia 1997 w Kiszyniowie) – mołdawski piłkarz, grający na pozycji napastnika.

## Kariera piłkarska

### Kariera klubowa
Wychowanek CSM Politehnica Jassy, w barwach którego w 2015 roku rozpoczął karierę piłkarską. W marcu 2016 został wypożyczony na pół roku do CFR Suceava, a na początku 2017 do Milsami Orgiejów. Latem 2017 przeszedł do ASA Târgu Mureș, a już 23 października 2017 ponownie został piłkarzem Milsami Orgiejów. 20 stycznia 2018 podpisał kontrakt z duńskim Vejle BK. Wystąpił tylko w trzech meczach dlatego latem 2018 został wypożyczony do Sheriffa Tyraspol, a 23 lutego 2019 do Sfîntul Gheorghe Suruceni. 29 sierpnia 2019 przeniósł się do Karpat Lwów.

### Kariera reprezentacyjna
26 lutego 2018 debiutował w narodowej reprezentacji Mołdawii w meczu towarzyskim z Arabią Saudyjską. Wcześniej występował w juniorskiej reprezentacji U-19 oraz młodzieżowej reprezentacji Mołdawii.

## Sukcesy i odznaczenia

### Sukcesy klubowe
Sheriff Tyraspol
- mistrz Mołdawii: 2018